# Blaberus colosseus
Blaberus colosseus är en kackerlacksart som först beskrevs av Johann Karl Wilhelm Illiger 1801.  Blaberus colosseus ingår i släktet Blaberus och familjen jättekackerlackor. Inga underarter finns listade.